# Karakaj
Karakaj är en ort i Bosnien och Hercegovina.   Den ligger i entiteten Republika Srpska, i den östra delen av landet, 90 km nordost om huvudstaden Sarajevo. Karakaj ligger 140 meter över havet och antalet invånare är 3 021.
Terrängen runt Karakaj är huvudsakligen kuperad, men den allra närmaste omgivningen är platt. Karakaj ligger nere i en dal.Närmaste större samhälle är Zvornik, 3,6 km sydväst om Karakaj.
I omgivningarna runt Karakaj växer i huvudsak blandskog. Runt Karakaj är det ganska tätbefolkat, med 100 invånare per kvadratkilometer.